# عائذ بن عمرو المزني
أبو هبيرة، عائذ بن عمرو بن هلال بن عبيد بن يزيد المزني، من أصحاب الرسول ﷺ، وكان ممن بايع بيعة الرضوان تحت الشجرة، سكن البصرة، وابتنى بها دارًا، وتوفي في إمارة عبيد اللَّه بْن زياد، أيام يزيد بن معاوية.

## روايته للحديث النبوي
- رَوَى عَن: النَّبِيُّ وأبي بكر الصديق.
- رَوَى عَنه: الحسن البَصْرِيّ وابنه حشرج بْن عائذ بْن عَمْرو المزني وسوادة بْن عَاصِم، وعَبْد اللَّهِ بْن خليفة ويُقال: خليفة بْن عَبد اللَّهِ العنبري، ويُقال: الغبري، وعبد العزيز بْن أَبي سَعِيد، ويُقال: ابْن سَعْد المزني، ومعاوية بْن قرة المزني ، وأَبُو جمرة الضبيعي ، وأَبُو سبرة الهذلي، وأَبُو شمر الضبعي، وأَبُو عِمْران الجوني: البَصْرِيّون.[2]

## أقوال العلماء فيه
الجرح والتعديل
- أبو حاتم الرازي: له صحبة.
- أبو حاتم بن حبان البستي: من أصحاب الشجرة.
- ابن حجر العسقلاني: صحابي شهد بيعة الرضوان.
- المزي: له صحبة.
- محمد بن إسماعيل البخاري: من أصحاب الشجرة.